# Ignacio De la Riva
Ignacio De la Riva (Zaragoza, 8 januari 1960) is een Spaanse herpetoloog en zoöloog. Zijn onderzoekfocus in de herpetologie is in neotropisch gebied waar hij soorten die vooral bij de familie Craugastoridae hoort beschrijft. In de taxonomie en zoölogie wordt de afkorting De La Riva gebruikt. 

## Beschreven soorten
- Bryophryne bustamantei
- Gastrotheca lauzuricae
- Gephyromantis runewsweeki
- Hyla palaestes
- Noblella carrascoicola
- Oreobates ibischi
- Oreobates lehri
- Oreobates madidi
- Oreobates sanderi
- Phrynopus miroslawae
- Phrynopus nicoleae
- Phyllomedusa camba
- Pristimantis koehleri
- Pristimantis pluvicanorus
- Pristimantis reichlei
- Psychrophrynella ankohuma
- Psychrophrynella chacaltaya
- Psychrophrynella condoriri
- Psychrophrynella guillei
- Psychrophrynella harveyi
- Psychrophrynella iani
- Psychrophrynella illampu
- Psychrophrynella illimani
- Psychrophrynella kallawaya
- Psychrophrynella katantika
- Psychrophrynella kempffi
- Psychrophrynella quimsacruzis
- Psychrophrynella saltator
- Psychrophrynella usurpator
- Scinax castroviejoi
- Scinax chiquitanus

## Werken
- p.a. Burrowes, i. De la Riva. 2016. Chytrid fungus detected in museum specimens of Andean aquatic birds: implications for pathogen dispersal. J. of Wildlife Diseases.
- i. De la Riva, j. Aparicio. 2016. Three new species of Psychrophrynella (Anura: Craugastoridae) from the Cordillera de Apolobamba, Bolivia, with comments on its amphibian fauna. Salamandra (en prensa).
- a. Sánchez-Vialas, m. Calvo-Revuelta, s. Castroviejo-Fisher, i. de la Riva. 2018. The taxonomic status of Petropedetes newtonii (Amphibia, Anura, Petropedetidae).